# Янытуръя
Янытуръя (устар. Яны-Тур-Я) — река в Берёзовском районе Ханты-Мансийского автономного округа. Устье находится в 3 км по левому берегу реки Туръя (Маньтуръя). Длина реки 13 км.

## Данные водного реестра
По данным государственного водного реестра России относится к Нижнеобскому бассейновому округу, водохозяйственный участок реки — Северная Сосьва, речной подбассейн реки — Северная Сосьва. Речной бассейн реки — (Нижняя) Обь от впадения Иртыша.